# Calvão e Soutelinho da Raia
Calvão e Soutelinho da Raia é uma freguesia portuguesa do município de Chaves, com 28,36 km² de área e 431 habitantes (censo de 2021). A sua densidade populacional é 15,2 hab./km².

## História
Foi constituída em 2013, no âmbito de uma reforma administrativa nacional, pela agregação das antigas freguesias de Calvão e Soutelinho da Raia e tem a sede em Calvão.

## Demografia
A população registada nos censos foi:
| Distribuição da População por Grupos Etários | Distribuição da População por Grupos Etários | Distribuição da População por Grupos Etários | Distribuição da População por Grupos Etários | Distribuição da População por Grupos Etários | Distribuição da População por Grupos Etários |
| -------------------------------------------- | -------------------------------------------- | -------------------------------------------- | -------------------------------------------- | -------------------------------------------- | -------------------------------------------- |
| Antes da agregação                           |                                              |                                              |                                              |                                              |                                              |
| Ano                                          | 0-14 anos                                    | 15-24 anos                                   | 25-64 anos                                   | >= 65 anos                                   | Total                                        |
| 2001                                         | 56                                           | 69                                           | 318                                          | 199                                          | 642                                          |
| 2011                                         | 33                                           | 36                                           | 219                                          | 215                                          | 503                                          |
| Após a agregação                             |                                              |                                              |                                              |                                              |                                              |
| Ano                                          | 0-14 anos                                    | 15-24 anos                                   | 25-64 anos                                   | >= 65 anos                                   | Total                                        |
| 2021                                         | 16                                           | 19                                           | 153                                          | 243                                          | 431                                          |